# Броуди, Сара Джейн
Сара Джин Броуди, урождённая Уотерлоу (3 ноября 1941 — 9 августа 2021) – профессор моральной философии в университете Сент-Эндрюс, исследовательница философии Платона и Аристотеля.

## Семья
Родилась в семье Джона Конрада Уотерлоу (John Conrad Waterlow) и Анжелы Паулин Сесил Грей (Angela Pauline Cecil Gray). Внучка дипломата сэра Сиднея Уотерлоу (Sydney Philip Perigal Waterlow). Вышла замуж за философа  Фредерика Броуди, мачеха философа Александра Броуди и его брата Джонатана Броуди.

## Творческая биография
Окончила Сомервиль-колледж Оксфордского университета в 1960 году. Специализировалась на классической филологии и философии, особенно на метафизике и этика Платона и Аристотеля. Автор множества книг. Была профессором в университете Сент-Эндрюс.

## Награды и признание
- член Американской академии искусств и наук (с 1990 г.)
- член Эдинбургского королевского общества (c 2002 г.)
- член Британской академии[5] (с 2003 г.)
- член Европейской академии[6] (с 2006 г.)
- 105-й президент Аристотелевского общества систематического изучения философии[англ.][7] (2012/13)
- офицер Ордена Британской империи[8] (2019)
- почётный доктор (D. Litt.) Эдинбургского университета (2020)